# Sarah Mettenleiter
Sarah Mettenleiter (* 1989 in München) ist eine deutsche Musikerin (Gesang, Klavier, Komposition).

## Wirken
Mettenleiter erhielt bereits in jungen Jahren Klavier-, Saxophon-, Klarinetten- und Gesangsunterricht.
Nach dem Abitur studierte sie an der Berufsfachschule für Musik in München in der Fachrichtung Rock/Pop/Jazz Gesang und Klavier bei Max Neissendorfer und Barbara Mayr.
Nach ihrem Abschluss als staatlich geprüfte Leiterin der Popularmusik studierte sie an der Hochschule für Musik und Theater München Jazzgesang bei Sanni Orasmaa und Philipp Weiss. 2014 erwarb sie den Bachelorabschluss und setzte bis 2015 ihr Studium mit dem Master fort.
Während ihrer Studienzeit war sie Mitglied im Landesjugendjazzorchester Bayern und Stipendiatin im Rotary Club.
Zusammen mit Antonia Dering bildet sie das Jazzduo Ladybird, das sich den Schlagern der 30er Jahre widmet. 2017 veröffentlichten sie das Album Wind unter den Flügeln. Gemeinsam mit dem Pianisten Josef Reßle war sie von 2014 bis 2019 Stipendiatin des Vereins Yehudi Menuhin Live Music Now.
Zur Weihnachtszeit ist sie mit den Münchner Saitentratzern zu hören. 2017 machten sie über das Goethe-Institut eine Konzertreise nach Moskau.
2021 veröffentlichte Sarah Mettenleiter gemeinsam mit Frederik John das Kindermusikhörbuch Sarah und der Flügel Jean Jacques, mit Illustrationen von Florian Dering. In diesem Projekt ist sie als Komponistin, Texterin, Sängerin und Sprecherin tätig.
2023 wurde sie zusammen mit Frederik John mit dem Musikstipendium der Stadt München ausgezeichnet. Weitere Auftritte erfolgten mit der Jazzrausch Bigband, sowie als Bühnenmusikerin im Residenztheater (München).
Von 2010 bis 2018 unterrichtete Mettenleiter neben ihrer künstlerischen Tätigkeit an der Neuen Jazzschool München Gesang und Klavier.

## Diskographische Hinweise
- Sarah Mettenleiter Quintett: Merry Go Round (Radau Records, 2015, mit Martin Seitz, Josef Reßle, Rene Haderer, Xaver Hellmeier)
- Jazzduo Ladybird: Wind unter den Flügeln (In Bloom Publishing, 2017, mit Antonia Dering)
- Sarah Mettenleiter: Sarah und der Flügel Jean Jacques (M Book Division, 2021, mit Elisa von Wallis, Ulrich Wangenheim, Josef Reßle, Harald Scharf, Flurin Mück)